# Bellevuestadion, Malmö
Hyllie Sportcenter (tidigare Bellevuestadion), i Malmö byggdes 1972 av Inge Plymoth och är en av Sveriges största racketanläggningar som omfattar drygt 20 000 kvadratmeter. Kommunen köpte Bellevuestadion för 28 miljoner kronor 1999 och satsade 16 miljoner kronor på att bygga till en ny squashhall samt bygga innebandybanor och byta fläktsystemet. Eftersom arenan är en komplett anläggning för racketsporter kan racketlon spelas. Swedish Open i racketlon, en del av Super World Tour, har arrangerats här 2008, 2010 och 2011. 2016 bytte Bellevuestadion namn till Hyllie Sportcenter. .

## Översikt
Anläggningen består av:
- 15 tennisbanor - 8 inne och 5 ute (grus)
- 10 badmintonbanor
- 2 squashbanor
- 4 padelbanor - 3 ute och 1 inne
- 1 innebandyplan
- 1 fotbollsplan
- 3 beachvolleybollplaner (inomhus)
- bordtennis
- 2 gymnastiksalar med utrymme för gruppträning
- 1 danssal anpassad för klassisk balett
- gym

Därutöver finns idrottsskadeklinik, café och shop.

## Verksamhet
Följande föreningar/företag bedriver verksamhet på Hyllie Sportcenter:
- Malmö Tennisklubb
- Hyllie Gymnastikförening
- Diamond Gym Hyllie
- Rhodins Dansstudio
- Malmö Beachvolley Club
- Hyllie Idrottsskadeklinik
- First Class PT Malmö

## Renoveringsbehov
Bellevuestadion har i flera år dragits med stora problem i samband med kraftigt regn. Sydsvenskan avslöjade i februari 2008 att problemet hade funnits i flera år, delvis på grund av byggfusk, samt att belysningen var hälsofarlig och långt ifrån energieffektiv. Vissa läckor åtgärdades 2006. I augusti 2010 rapporterade media på nytt att det regnade in på flera ställen i anläggningen och att flera golv hade vattenskadats. Detta tvingade fram vissa renoveringar, men under sommaren 2011 har man på nytt haft problem med läckande tak och uppsamlingshinkar har varit placerade i lokalen.